# Мульчирование

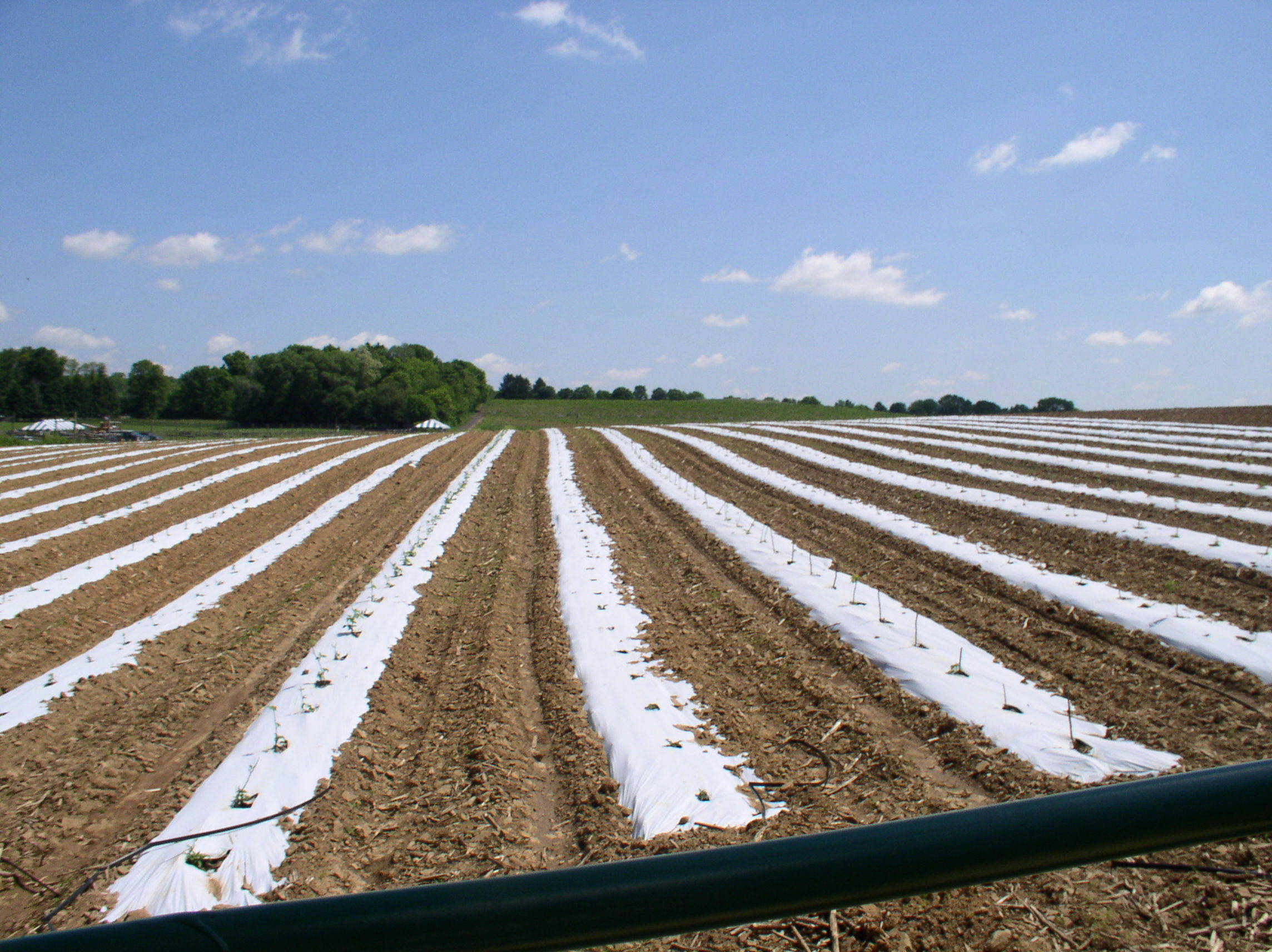
Мульчирование гряд пластиковой плёнкой

Мульчи́рование — поверхностное покрытие почвы му́льчей (англ. mulch) для её защиты и улучшения свойств. Роль мульчи могут выполнять самые разнообразные, как природные органические, так и искусственные неорганические, измельчённые до определённых размеров, материалы. Мульчирование — один из самых эффективных способов поддержания здоровья растений.

## История
Мульчирование как агротехнический приём получило широкое распространение во многих западноевропейских странах, США и Канаде. Известно, что в Восточной Европе мульчирование гречишной соломой применялось в XVII веке. В XXI веке, отказ от технологий, основанных на рыхлении почвы, и переход к природоподобным — новый мировой тренд.

## Применение мульчирования
Летом мульча выполняет функции не только защиты и обогащения почвы полезными элементами, но и ещё ряд других, не менее важных функций.
Мульчирование помогает в борьбе с сорняками — слой в 5—7 см сокращает рост сорняков в несколько раз. Мульча создаёт в междурядьях тень, которая также мешает развитию сорняков.
При мульчировании значительно сокращается испарение влаги из почвы и, как следствие, снижается необходимость частых поливов. Верхний слой почвы будет всегда рыхлым — рыхление можно проводить реже.

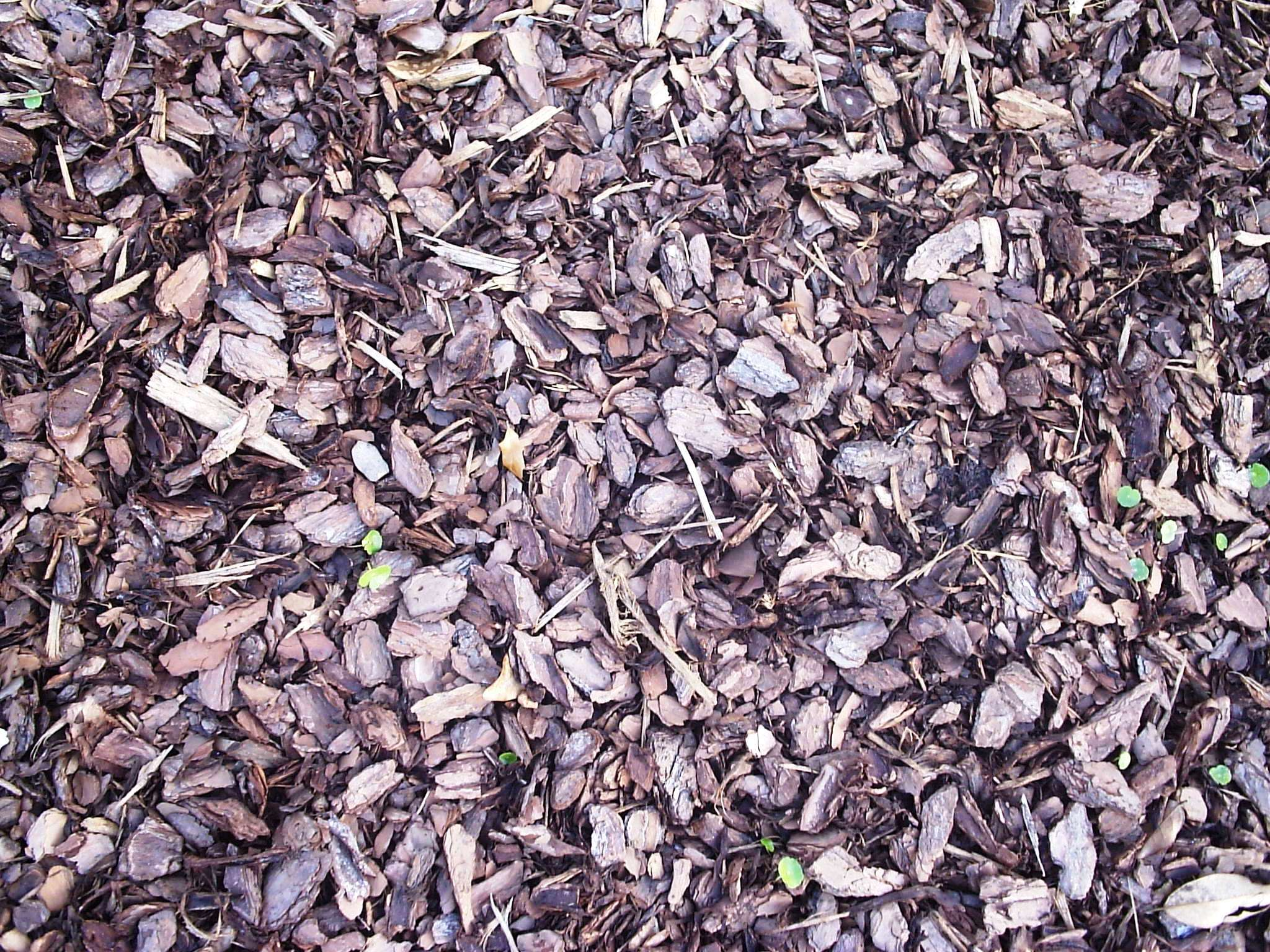
Мульчирование почвы измельчённой корой деревьев

В жаркое лето мульчирование — один из лучших способов защиты растений от гибели, оно не даёт перегреваться верхнему слою почвы и сохраняет оптимальную для развития растений температуру. При использовании в качестве мульчи мелкой коры до 1 см, соломы, опилок и других гигроскопичных материалов в мульче удерживается значительное количество воды, что создаёт оптимальный микроклимат для корней растений.
В то же время, весной мульчу для открытого грунта нужно применять с осторожностью: зачастую она может усиливать поражающее действие возвратных заморозков. Это происходит потому, что мульча играет роль термоодеяла и сдерживает поток тепла от почвы, который мог бы смягчить действие мороза на ботву растений.
Осеннее мульчирование применяют для защиты почвы от выветривания, вымывания и промерзания корней зимой, что является залогом хорошего развития растений на будущий год.
В качестве органической мульчи используется скошенная трава, сено, солома, листья, кора, опилки, а также резаная бумага и картон. Полностью разложившийся компост без семян сорняков тоже применяется при мульчировании. Необходимо следить, чтобы мульчирующий материал был безопасен в санитарном и химическом отношении. Также сырая трава, используемая для мульчирования, при разложении (гниении) создаёт высокую (до 70 градусов) температуру (так называемая горячая мульча), что может вызвать термическое поражение окружающих растений.
С течением времени, 2-3 года, нижний слой мульчи из органических материалов частично разлагается и становится плодородным грунтом, что дополнительно питает растение. И возникает необходимость добавлять верхний слой мульчи.
Применяют также неорганическую мульчу — резаную резину, пластик, камень, гравий, песок. В последнее время применяют и другие материалы — геотекстиль и другие нетканые материалы, которые изготавливают из полипропиленовых волокон термоскреплённым способом (каландрированием); технический углерод, введённый в структуру волокна, поглощает большую часть лучей солнечного спектра, по этой причине сорняки, находясь под материалом, не получают достаточного количества света и погибают.

## Мульчирование в садоводстве
Мульчирование следует рассматривать как производственную операцию, которая может успешно использоваться в садоводстве, растениеводстве, овощеводстве.

### Преимущества мульчирования
Мульча оказывает благоприятное воздействие на почву и растения:
- сохраняет в почве воду;
- уменьшает количество сорняков;
- предотвращает перегрев почвы летом и промерзание зимой;
- помогает предотвратить попадание брызг, содержащих возбудителей болезней, с почвы на растения при поливе и дожде;
- предотвращает эрозию почвы;
- предотвращает образование корки на почве, что улучшает впитывание воды в почву;
- сохраняет рыхлость почвы;
- замульчированные растения образуют больше придаточных корней.

### Типы мульчи
Мульча бывает неорганическая (гравий, галька, различные укрывные материалы) и органическая — мульча из природных материалов (солома, опилки, стружка, кора деревьев, листья, хвоя, перегной, сено, скошенная трава, ореховая скорлупа, хвойный опад). Минус второго типа мульчи в том, что она привлекает членистоногих и слизней, которые используют её в пищу, и со временем такая мульча нуждается в добавлении. Плюс её в том, что, перегнивая, она дополнительно удобряет землю. Неорганическая мульча из гравия, гальки, чёрного полиэтилена или садовых нетканых материалов не привлекает вредителей и не разлагается.

### Мульчирование камнями
Мульчирование крупными камнями имеет важное преимущество в засушливую пору летом. Утром разогретый воздух встречается c холодным камнем (который нагревается медленнее воздуха) и оставляет на нём росу, обеспечивая так называемый сухой полив.

## Классификация машин для внесения мульчирующих материалов в плодовых садах
Механизированное внесение мульчирующих материалов осуществляется специальными машинами — мульчёрами (англ. mulcher, mulch spreader) — распределителями мульчирующих материалов различной конструкции и типов (не путать с мульчерами, foresty mulcher).
В зависимости от способа агрегатирования с энергетическим средством можно выделить полуприцепные, прицепные, навесные, самоходные и передвижные средства механизации для внесения мульчирующих материалов в садах.
- Полуприцепные машины получили наибольшее распространение. Эта группа представлена кузовными распределителями мульчи.
- Навесные разбрасыватели мульчирующих материалов используются ограниченно, преимущественно в садах, занимающих небольшие площади. Сюда же относятся навесные косилки для мульчирования крупных садов.
- Самоходные — косилки различных типов для мульчирования приусадебных участков (средства малой механизации). Существуют самоходные машины, осуществляющие измельчение и распределение коры и ветвей деревьев по поверхности поля.
- Передвижные — это некоторые типы оборудования для сплошного мульчирования почв сеном и соломой. Они не имеют самостоятельной ходовой системы. Такие технические средства доставляются к месту внесения на платформах грузовых автомобилей или прицепах тракторов.

Машины для внесения мульчирующих материалов можно разделить по следующим признакам:
- по типу используемого привода: от двигателя внутреннего сгорания и электроприводные;
- по виду вносимого материала: мульчирующие сыпучими материалами (торф, опилки, песок), а также специальные машины для внесения соломы, сена, коры деревьев и др.;
- по особенностям протекания технологической операции различают машины для формирования лент в приствольных полосах и для сплошного внесения мульчирующего материала;
- по конструктивным особенностям: разбрасыватели сыпучих мульчирующих материалов, косилки для мульчирования садов, пневматические платформенные установки для мульчирования соломой и др.;
- по производительности: машины для работы в промышленных садах и средства малой механизации (для работы на приусадебных участках).

| |  |
| Слева — мульчирование приствольных кругов деревьев хвойным опадом. Справа — мульчирование почвы вокруг декоративных растений цветной мульчей; на фото — молодой бузульник (Ligularia). |  |